# Matisse ou Le talent de bonheur
Matisse ou Le talent de bonheur è un documentario cortometraggio del 1960 diretto da Marcel Ophüls e basato sulla vita del pittore francese Henri Matisse.